# Piotr Goussev
Piotr Andreïevitch Goussev (Пётр Андре́евич Гу́сев), né le 16/29 décembre 1904 à Saint-Pétersbourg et mort le 30 mars 1987 à Léningrad (URSS), est un artiste de ballet, chorégraphe, pédagogue, théoricien du ballet russe et soviétique. Il a été nommé artiste du peuple de la RSFSR en 1984 et professeur en 1973.

## Biographie
Piotr Goussev étudie à l'école de chorégraphie de Pétrograd et débute en 1922 au théâtre Kirov (aujourd'hui Mariinsky). Il tient des rôles dans des ballets tels que L'Oiseau de feu, La Fille de glace, Casse-Noisette (les trois dans la chorégraphie de Fiodor Lopoukhov), Flammes de Paris, La Sylphide, Les Nuits égyptiennes, etc. Il travaille aussi au Théâtre Maly de Léningrad, où il tient les premiers rôles du Ruisseau limpide et de La Fille mal gardée. Parallèlement, il enseigne à l'école de danse. Il invente de nouveaux mouvements et supports, perfectionnant la technique du ballet et en même temps il crée les rôles principaux de ballets expérimentaux de Lopoukhov, comme La Fille de glace et La Grandeur de l'univers.
Il est nommé en 1935 premier soliste au Théâtre du Bolchoï, danse avec Galina Oulanova et Maïa Plissetskaïa. Ses performances sont unanimement saluées par leur force et leur passion. Il est décoré de l'insigne d'honneur en 1937. De 1945 à 1950, Goussev est directeur artistique du Théâtre Kirov de Léningrad.
Il tourne en 1953 dans un film produit par Lenfilm, Les Maîtres du ballet russe, dans lequel sont présentés des extraits de ballets d'Assafiev, La Fontaine de Bakhtchissaraï, Flammes de Paris et Le Lac des cygnes de Tchaïkovski. Goussev interprète dans ce film l'un des grands rôles. 
Il enseigne de 1950 à 1956 au Théâtre musical Stanislavski et Nemirovitch-Datchenko de Moscou. À cette époque, il écrit de nombreux articles théoriques sur la danse. Il produit en 1952 à Bakou sur la scène du Théâtre d'opéra et de ballet Akhoundov et en 1953 au Théâtre Maly de Léningrad, le ballet de Karaïev, Les Sept beautés. De 1958 à 1960, il travaille en République populaire de Chine (alors en plein rapprochement avec l'URSS), ouvrant une école de danse à Shanghai et à Changzhou, et dirigeant des classes de chorégraphie. Il monte les premiers ballets chinois, Le Beau Petit poisson et L'Inondation.
Goussev fonde en 1966 la compagnie « Ballet de chambre » (appelée plus tard la troupe « Miniatures chorégraphiques » sous la direction de Leonid Jacobson, aujourd'hui Théâtre académique de ballet Jacobson).
Il est à la tête de 1966 à 1983 de la chaire de chorégraphie du conservatoire Rimski-Korsakov de Léningrad, et il est nommé professeur en 1973. Il écrit de nombreux articles sur le ballet et sur la transmission de l'héritage du ballet classique. Il prend sa retraite de professeur en 1983. Son portrait peint par Gueorgui Chichkine se trouve aujourd'hui au Musée d'art théâtral de Saint-Pétersbourg.
Il meurt le 30 mars 1987 et est enterré au cimetière Krasnenkoïe.

## Contribution au répertoire du ballet
Piotr Goussev  a révisé nombre de ballets de Marius Petipa et Lev Ivanov dans sa carrière, bien que so nom de soit pas souvent mentionné. En 1955, il présente une nouvelle version du Corsaire pour le Théâtre Maly de Léningrad avec l'historien Youri Slonimski. Cette production figure aujourd'hui au répertoire du Mariinsky. la révision de Goussev de la chorégraphie de la scène Le Jardin animé du Corsaire figure aussi dans de nombreuses production de ce ballet, dont celle de l'American Ballet Theatre  et du Kirov/Mariinsky  elle est considérée comme le texte chorégraphique standard.
Goussev a également monté une version en un acte du ballet de Drigo et de Petipa (1900) Les Millions d'Arlequin sous le titre d' Arlequinade, pour le Théâtre Maly, basée sur celle de Fiodor Lopoukhov (1933) de la même compagnie. La version de Goussev est dansée par de nombreuses compagnies russes aujourd'hui.
Dans les années 1930, 1940 et 1950, Goussev a créé beaucoup de pas de deux tirés du répertoire de l'époque impériale. Parmi ceux-ci, l'on peut distinguer le pas de deux du Talisman, le pas de deux d'Arlequin, le pas de deux de La Esmeralda et le pas de deux de La Source. La plupart sont entièrement originaux et parfois a musique ne provient pas du ballet. Toutes ces pièces sont dansées par les danseurs du monde entier.
En 1947, Goussev a chorégraphié une nouvelle version de la Variation de Gamzatti  de La Bayadère (1877) de Petipa et Minkus pour Natalia Doudinskaïa. C'est cette version qui est le standard des compagnies de ballet aujourd'hui .

## Filmographie
- 1953: le khan Guirey, dans « Les Maîtres du ballet russe »
- 1983: rôle de Marius Petipa, dans la série télévisée Anna Pavlova[4]

## Publication
- Piotr Goussev: Гордость художника (La Fierté de l'artiste) // in Советская музыка (Musique soviétique).— 1965. — № 8.